# Афанасьев, Владимир Александрович
Влади́мир Алекса́ндрович Афана́сьев (15 августа 1915 года, Батайск, область Войска Донского — 4 июля 1998 года, Москва) — советский учёный, конструктор и организатор производства первых советских ламп бегущей волны и приёмных сверхмалошумящих усилителей СВЧ для радиолокационных станций противовоздушной обороны 1950—1960-х годов, доктор технических наук, Герой Социалистического Труда (1976), лауреат Ленинской премии (1966).

## Биография
Родился 15 августа 1915 года в городе Батайске Ростовского округа области Войска Донского (ныне — Ростовской области).
Окончил Военную академию связи в Ленинграде. Во время Великой Отечественной войны проходил службу в Главном разведывательном управлении Генерального штаба Советской Армии.
После окончания войны, до 1951 года, работал в НИИ-20 (ныне — НИЭМИ), Москва, в 1951—1964 был начальником отдела НИИ-160 (ныне — ФГУП «НПП „Исток“»), Фрязино. С 1967 года — заместитель директора по научной работе НИИ «Титан» (НПП «Торий»), Москва.
Во время работы в НИИ-20 начал заниматься разработкой малошумящих ламп бегущей волны (ЛБВ). После перевода В. А. Афанасьева и ряда сотрудников его лаборатории во Фрязино, в НИИ-160, он был назначен главным конструктором опытно-конструкторской работы по созданию первой промышленной отечественной ЛБВ «УВ-1». С 1952 года во Фрязино было организовано промышленной производство разработанной В. А. Афанасьевым лампы «УВ-1». Ей стали оснащаться советские радиолокационные станции. К середине 1960-годов серийный выпуск «УВ-1» составлял 11,5 тысяч штук в год. В 1966 году Ленинская премия была присуждена за «Разработку электронно-лучевых усилителей слабых сигналов сверхвысоких частот» коллективу учёных, руководителем которого являлся В. А. Афанасьев.
Сын Владимира Афанасьева — советский и российский писатель Анатолий Афанасьев.

## Источник
1. Ровенский Г. В. Мякиньков Юрий Павлович — ведущий разработчик ЛБВ. Фрязино, 2013, 114 c. ISBN 978-5-9901378-4-4.